# Baseball aux Jeux asiatiques de 2010
L'épreuve de baseball des Jeux Asiatiques de 2010 s'est déroulée à Guangzhou, Guangdong, en Chine du 13 au 19 novembre. 
Seul un tournoi masculin est disputé. Les rencontres se sont jouées au Aoti Baseball Field où la Corée du Sud remporte la compétition devant Taïwan en s'imposant 9-3 en finale,,.

## Participants
Huit équipes participent à cette édition:
| Poule A   | Poule A                 |
| --------- | ----------------------- |
| Chine     | 4e Jeux asiatiques 2006 |
| Japon     | Jeux asiatiques 2006    |
| Mongolie  |                         |
| Thaïlande | 5e Jeux asiatiques 2006 |

| Poule B      | Poule B              |
| ------------ | -------------------- |
| Corée du Sud | Jeux asiatiques 2006 |
| Hong Kong    |                      |
| Pakistan     |                      |
| Taïwan       | Jeux asiatiques 2006 |

## Format du tournoi
Les équipes sont réparties en deux poules de quatre au format round robin. Les deux premiers de chaque poules sont qualifiés pour les demi-finales. Les perdants des demi-finales s'affrontent pour la médaille de bronze et les gagnants en finale pour le titre.
Si une équipe mène par dix points d'écart à partir de la 5e manche (ou suivante), le match est arrêté en vertu de la mercy rule.

## Premier tour

### Groupe A
| Date        | Lieu       | Heure | Recevant  | Visiteur  | Score         |
| ----------- | ---------- | ----- | --------- | --------- | ------------- |
| 13 novembre | Aoti Field | 12.00 | Thaïlande | Japon     | 0 - 18 (5 m.) |
| 14 novembre | Aoti Field | 12.00 | Mongolie  | Chine     | 0 - 15 (5 m.) |
| 15 novembre | Aoti Field | 13.00 | Mongolie  | Thaïlande | 0 - 25 (5 m.) |
| 15 novembre | Aoti Field | 18.00 | Chine     | Japon     | 0 - 3         |
| 16 novembre | Aoti Field | 19.30 | Japon     | Mongolie  | 24 - 0 (5 m.) |
| 16 novembre | Aoti Field | 18.00 | Thaïlande | Chine     | 0 - 7         |

| Pl. | Équipe    | J | V | D | PM | PC | %     |
| --- | --------- | - | - | - | -- | -- | ----- |
| 1   | Japon     | 3 | 3 | 0 | 45 | 0  | 1.000 |
| 2   | Chine     | 2 | 2 | 1 | 22 | 3  | .667  |
| 3   | Thaïlande | 3 | 1 | 2 | 25 | 25 | .333  |
| 4   | Mongolie  | 3 | 0 | 3 | 0  | 64 | .000  |

### Groupe B
| Date        | Lieu       | Heure | Recevant     | Visiteur     | Score         |
| ----------- | ---------- | ----- | ------------ | ------------ | ------------- |
| 13 novembre | Aoti Field | 13.00 | Pakistan     | Hong Kong    | 5 - 3         |
| 13 novembre | Aoti Field | 18.00 | Taïwan       | Corée du Sud | 1 - 6         |
| 14 novembre | Aoti Field | 13.00 | Pakistan     | Taïwan       | 1 - 11 (8 m.) |
| 14 novembre | Aoti Field | 13.00 | Hong Kong    | Corée du Sud | 0 - 15 (6 m.) |
| 15 novembre | Aoti Field | 12.00 | Hong Kong    | Taïwan       | 0 - 16 (5 m.) |
| 16 novembre | Aoti Field | 12.00 | Corée du Sud | Pakistan     | 17 - 0 (5 m.) |

| Pl. | Équipe       | J | V | D | PM | PC | %     |
| --- | ------------ | - | - | - | -- | -- | ----- |
| 1   | Corée du Sud | 3 | 3 | 0 | 38 | 1  | 1.000 |
| 2   | Taïwan       | 2 | 2 | 1 | 28 | 7  | .667  |
| 3   | Pakistan     | 3 | 1 | 2 | 6  | 31 | .333  |
| 4   | Hong Kong    | 3 | 0 | 3 | 3  | 36 | .000  |

## Dernier carré
|  | Demi-finales                 | Demi-finales                 |                        |   | Finale                       | Finale                       |
|  | Demi-finales                 | Demi-finales                 |                        |   | Finale                       | Finale                       |
|  |                              |                              |                        |   |                              |                              |
|  | 18 novembre 2010 à Guangzhou | 18 novembre 2010 à Guangzhou |                        |   | 19 novembre 2010 à Guangzhou | 19 novembre 2010 à Guangzhou |
|  | 18 novembre 2010 à Guangzhou | 18 novembre 2010 à Guangzhou |                        |   | 19 novembre 2010 à Guangzhou | 19 novembre 2010 à Guangzhou |
|  | Chine                        | 1                            |                        |   | 19 novembre 2010 à Guangzhou | 19 novembre 2010 à Guangzhou |
|  | Chine                        | 1                            |                        |   | 19 novembre 2010 à Guangzhou | 19 novembre 2010 à Guangzhou |
|  | Corée du Sud                 | 7                            |                        |   | 19 novembre 2010 à Guangzhou | 19 novembre 2010 à Guangzhou |
|  | Corée du Sud                 | 7                            | Corée du Sud           | 9 |                              |                              |
|  | 18 novembre 2010 à Guangzhou |                              | Corée du Sud           | 9 |                              |                              |
|  |                              | Taïwan                       | 3                      |   |                              |                              |
|  | Taïwan                       | Taïwan                       | 3                      | 4 |                              |                              |
|  | Taïwan                       |                              |                        | 4 |                              |                              |
|  | Japon                        | 3                            |                        |   |                              |                              |
|  | Japon                        | 3                            | Match pour la 3e place |   |                              |                              |
|  |                              |                              |                        |   |                              |                              |
|  | 19 novembre 2010 à Guangzhou |                              |                        |   |                              |                              |
|  |                              |                              |                        |   |                              |                              |
|  | Chine                        | 2                            |                        |   |                              |                              |
|  | Chine                        | 2                            |                        |   |                              |                              |
|  | Japon                        | 6                            |                        |   |                              |                              |
|  | Japon                        | 6                            |                        |   |                              |                              |

| Équipes      | 1 | 2 | 3 | 4 | 5 | 6 | 7 | 8 | 9 | R | H  | E |
| ------------ | - | - | - | - | - | - | - | - | - | - | -- | - |
| Chine        | 0 | 0 | 1 | 0 | 0 | 0 | 0 | 0 | 0 | 1 | 4  | 1 |
| Corée du Sud | 0 | 2 | 1 | 0 | 3 | 0 | 1 | 0 | X | 7 | 10 | 0 |

| Équipes      | 1 | 2 | 3 | 4 | 5 | 6 | 7 | 8 | 9 | R | H  | E |
| ------------ | - | - | - | - | - | - | - | - | - | - | -- | - |
| Corée du Sud | 1 | 1 | 4 | 0 | 0 | 0 | 1 | 0 | 2 | 9 | 17 | 2 |
| Taïwan       | 1 | 0 | 0 | 2 | 0 | 0 | 0 | 0 | 0 | 3 | 8  | 1 |

| Équipes | 1 | 2 | 3 | 4 | 5 | 6 | 7 | 8 | 9 | 10 | R | H  | E |
| ------- | - | - | - | - | - | - | - | - | - | -- | - | -- | - |
| Taïwan  | 0 | 0 | 0 | 2 | 0 | 1 | 0 | 0 | 0 | 1  | 4 | 11 | 1 |
| Japon   | 0 | 0 | 0 | 0 | 0 | 0 | 0 | 0 | 3 | 0  | 3 | 7  | 0 |

| Équipes | 1 | 2 | 3 | 4 | 5 | 6 | 7 | 8 | 9 | R | H | E |
| ------- | - | - | - | - | - | - | - | - | - | - | - | - |
| Chine   | 0 | 0 | 0 | 0 | 2 | 0 | 0 | 0 | 0 | 2 | 8 | 0 |
| Japon   | 5 | 1 | 0 | 0 | 0 | 2 | 0 | 0 | X | 6 | 9 | 0 |

## Classement final
| Pl. | Sélection    |
| --- | ------------ |
|     | Corée du Sud |
|     | Taïwan       |
|     | Japon        |
| 4   | Chine        |
| =5  | Thaïlande    |
| =5  | Pakistan     |
| =5  | Hong Kong    |
| =5  | Mongolie     |